# Вулиця Крулевська (Краків)
Вулиця Крулевська (пол. Ulica Królewska) — вулиця в Кракові, починається від Площі Інвалідів і тягнеться до вулиці Казимира Великого. Її продовженням є вулиця Подхорунжих (пол. ulica Podchorążych) на північний захід і вулиця Кармелитська на південний схід.
По вулиці проходить трамвайна колія, курсують трамваї: 4, 8, 13, 14, 24, 44 і 64 (нічні) та автобуси 102 і 664 (нічні), зупиняючись на зупинках: пол. Plac Inwalidów, Urzędnicza, Biprostal, Uniwersytet Pedagogiczny (у напрямку Броновіце).

## Історія
Вулицю прокладали поетапно. Перші проекти були створені в 1913 році після знесення фортифікаційного валу (в районі сучасної ал. А.Міцкевича). У 1924 році коротка ділянка до вул. Поморська, що називалася вул. Я. Вибіцького. Поступово подовжувалася, у 1935 р. досягла вул. С.Конарского. Під час Другої світової війни німці завершили (перервані початком війни) роботи на великій головній дорозі, що вела з центру Кракова на захід, між іншим продовжуючи вулицю Крулевську до вул. Подхорунжих. Будинки багатоквартирної системи, здійснені німцями за принципом нім. Licht und Luft (світло і повітря), мали створити житлові приміщення для німецьких поселенців. У 1941 році була побудована трамвайна лінія, а в 1954—1969 роках по вул. Крулевська та вул. Подхорунжих було збудовано новий житловий комплекс з інфраструктурою приблизно на 40 тис. жителів. Збудовано три початкові школи, дві середні школи та два дитячих садки. Приміщення на першому поверсі були призначені для торгово-офісних цілей, а також було побудовано декілька окремостоячих павільйонів.
Під час окупації вулиця мала назву — нім. Reichstrasse, з 1946 року — вул. 18 Стичня, у 1991 р. перейменована на вул. Крулевська (таку назву в 1912—1925 роках носила сусідня вул. Лея).

## Забудова
Під номером 1 міститься Дім Сілезії (побудований у 1932—1937 роках)
Під номером 4 була резиденція частини Служби безпеки Головного управління воєводської міліції / Воєводського управління внутрішніх справ у Кракові, що стало результатом переміщення, після перейменування апарату громадської безпеки на Службу безпеки, штабу воєводського Управління громадської безпеки з сусідньої (у складі того ж комплексу будівель) площі Інвалідів (тоді площі Волношці) 3.
Під номером 57 розташований будинок Біпросталь.
У будинку 82 з 1963 року мешкала Віслава Шимборська.

## Галерея

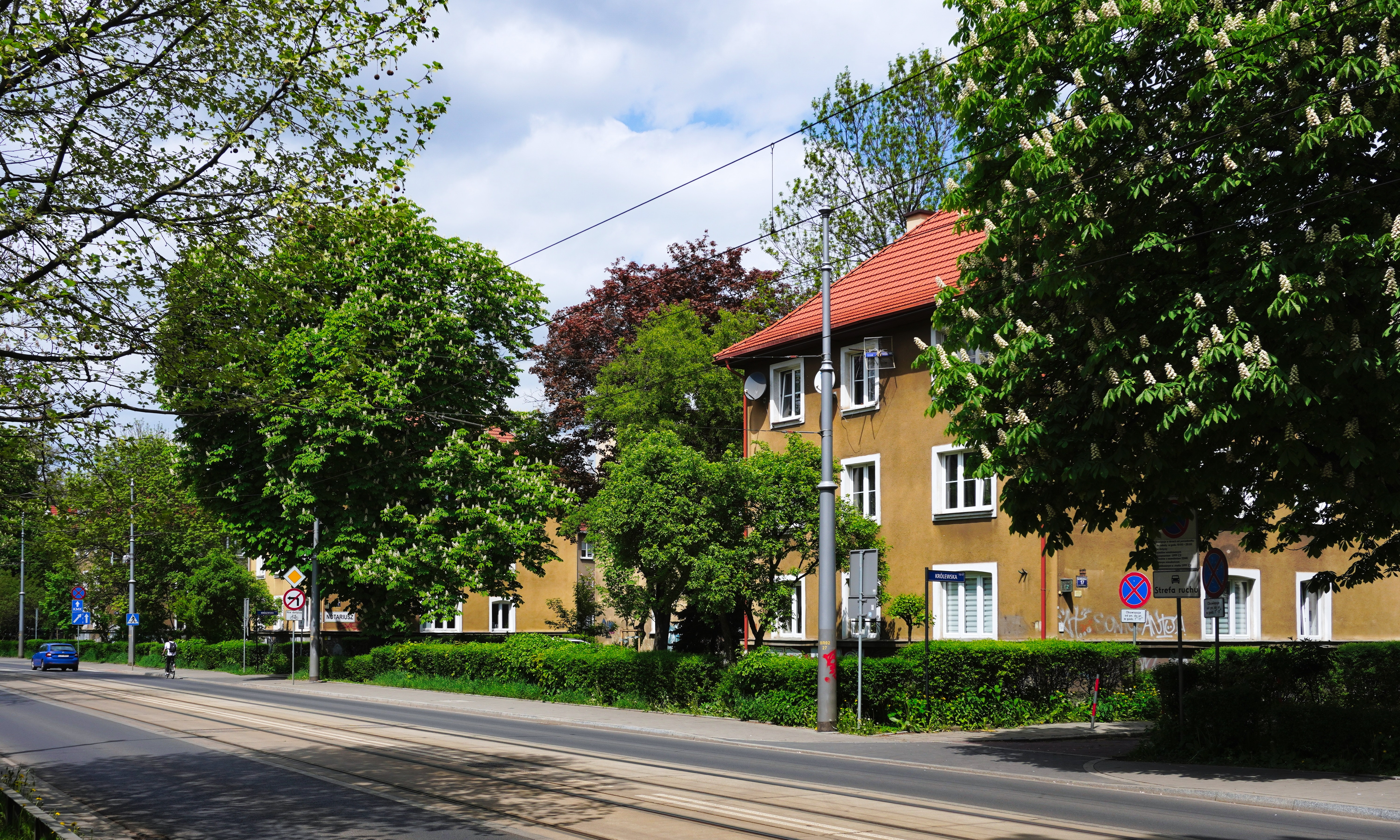
Помешкання радників Генерального Губернаторства
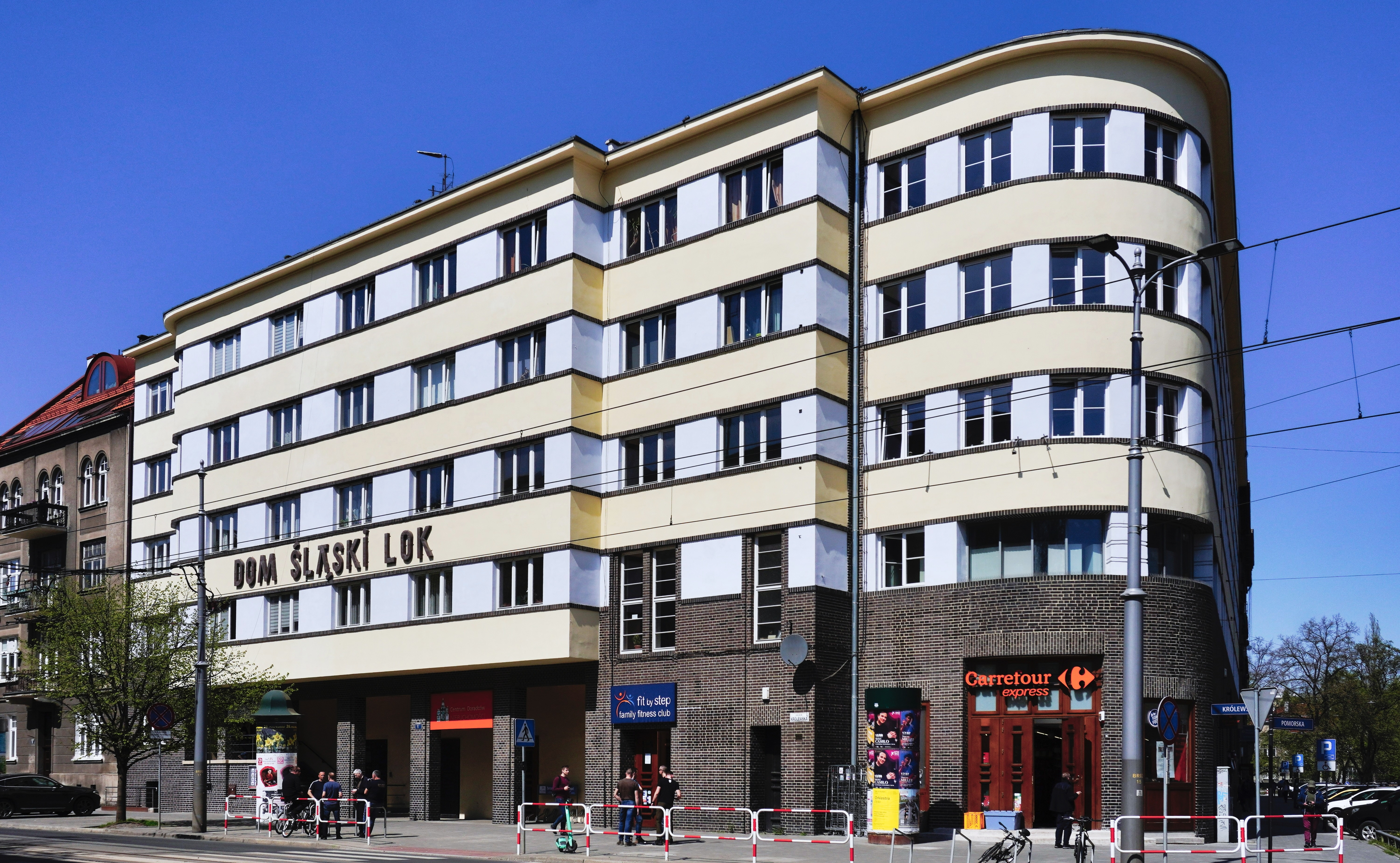
вул. Крулевська 1 (ul. Pomorska 2–4) Дім Сілезії (проєкт Józef Rybicki, 1932–1937)
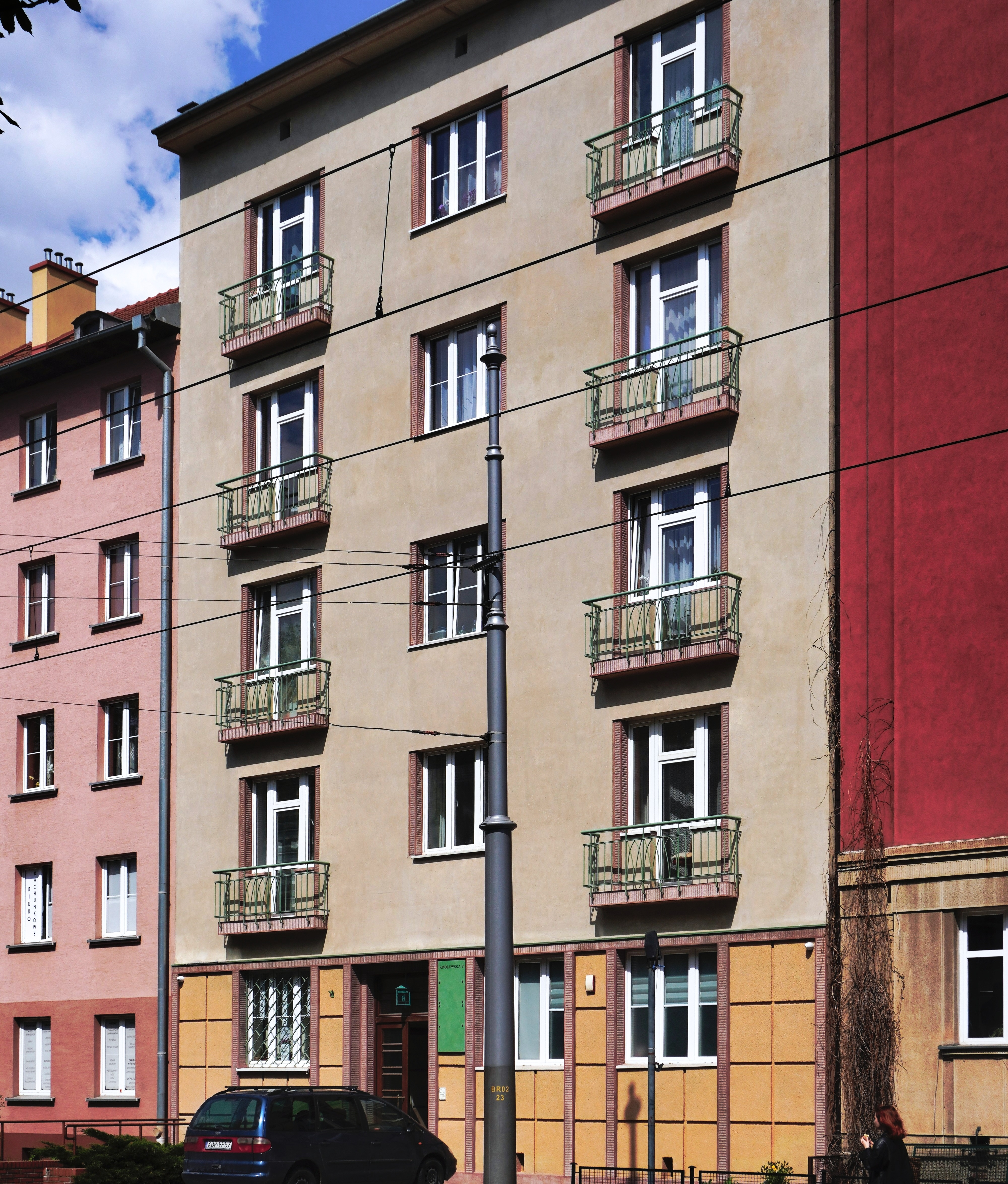
вул. Крулевська 9 Кам'яниця (проєкт Otto Ippoldt, 1935)
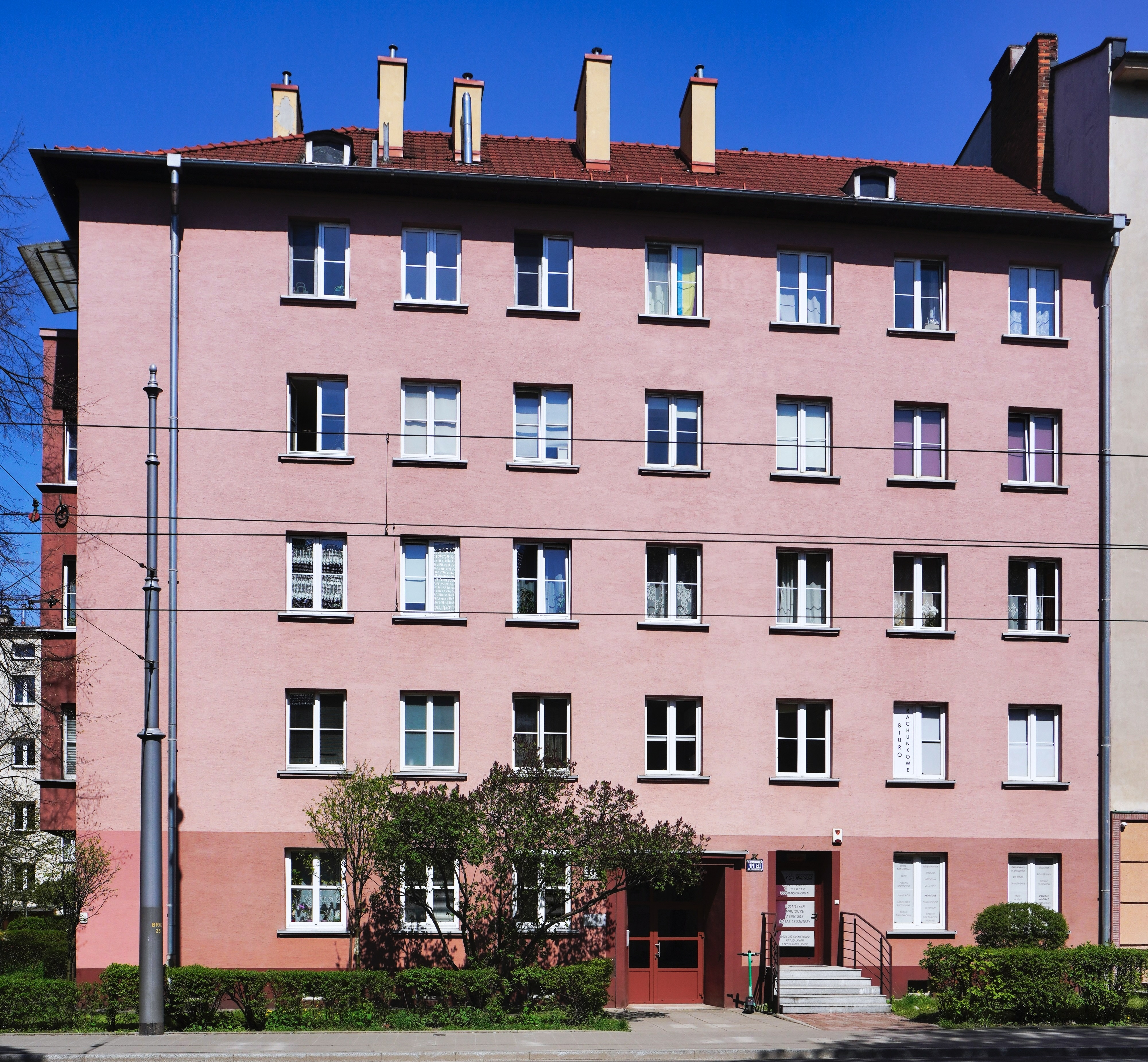
вул. Крулевська 11 Кам'яниця
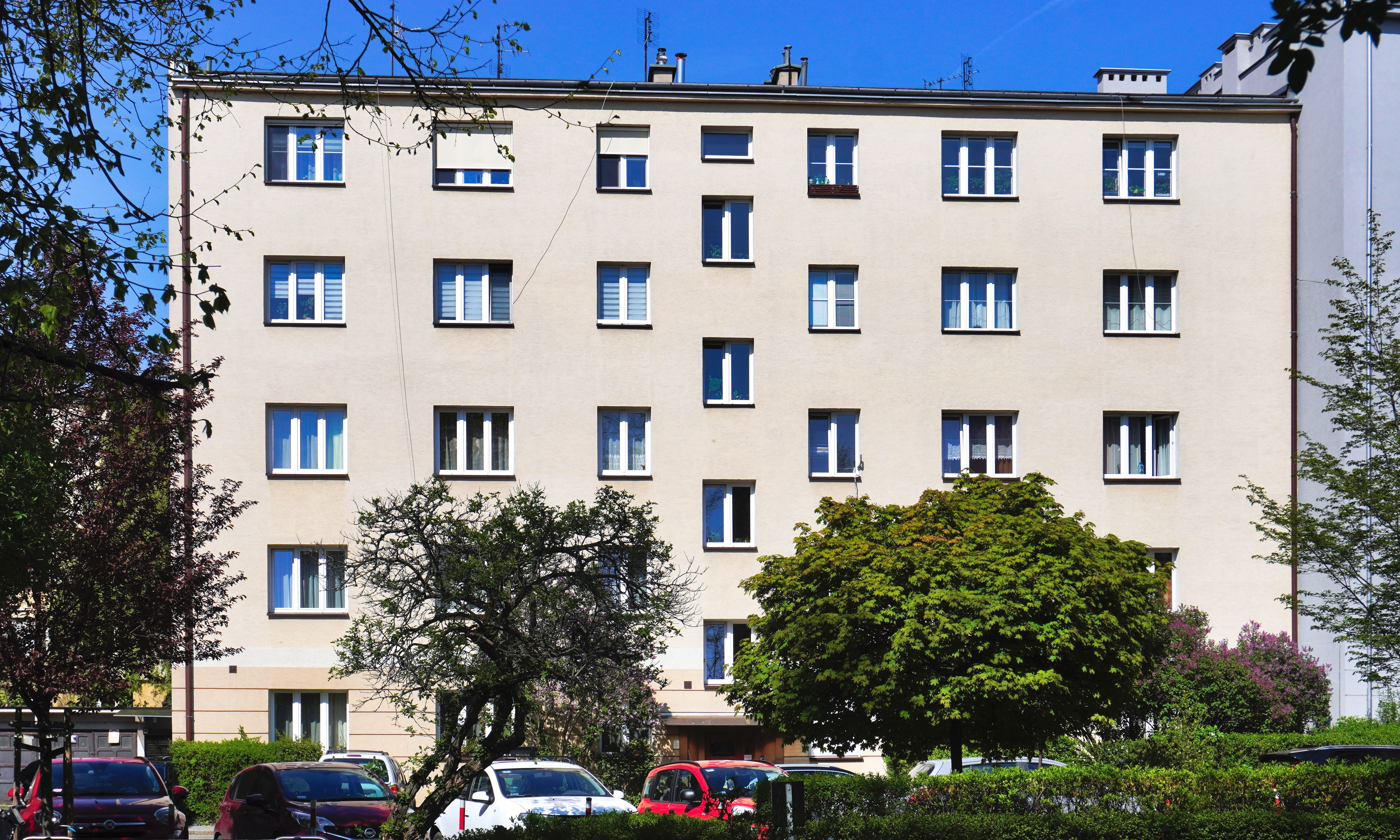
вул. Крулевська 13 Багатоквартирний будинок
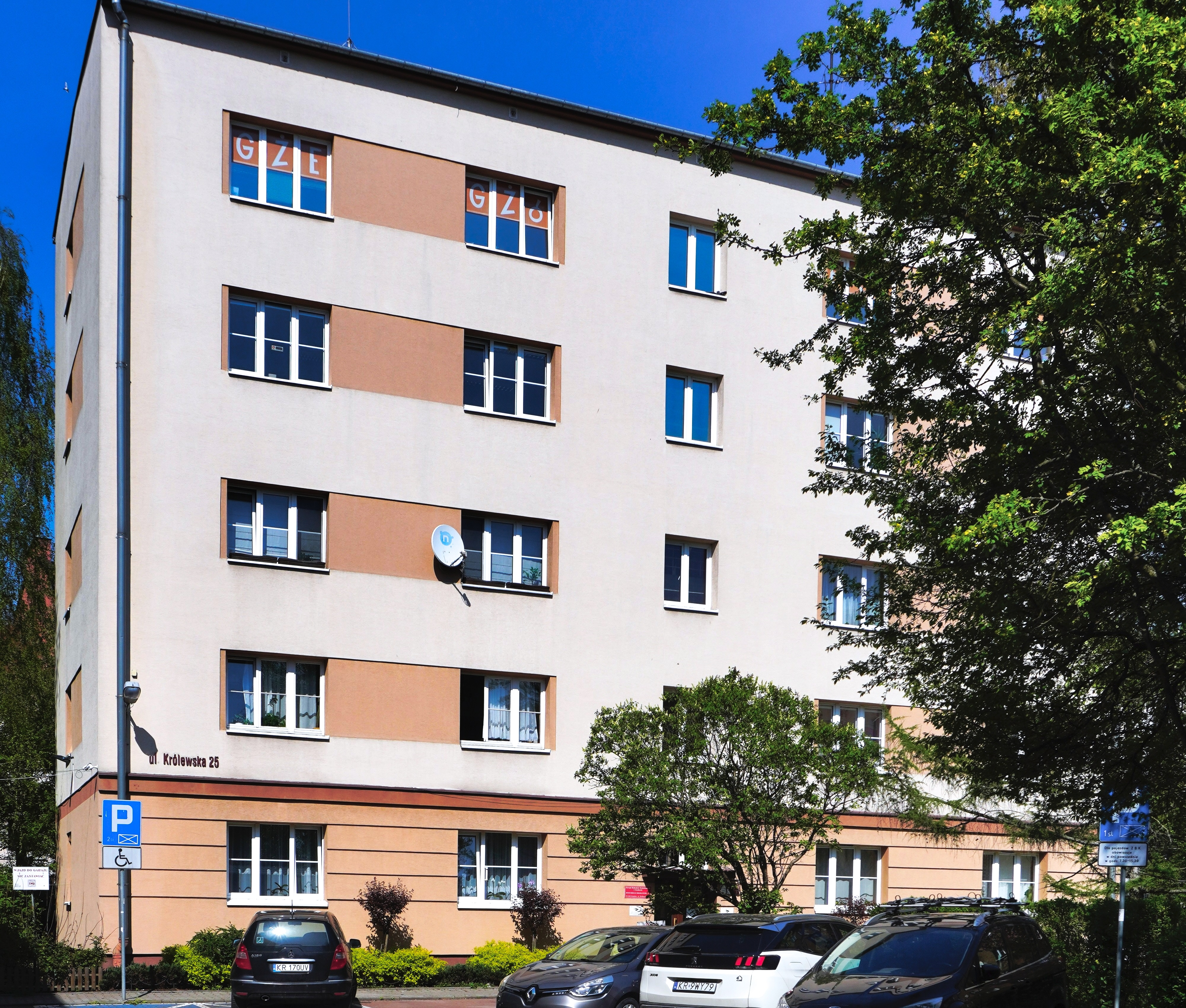
вул. Крулевська 25 Багатоквартирний будинок
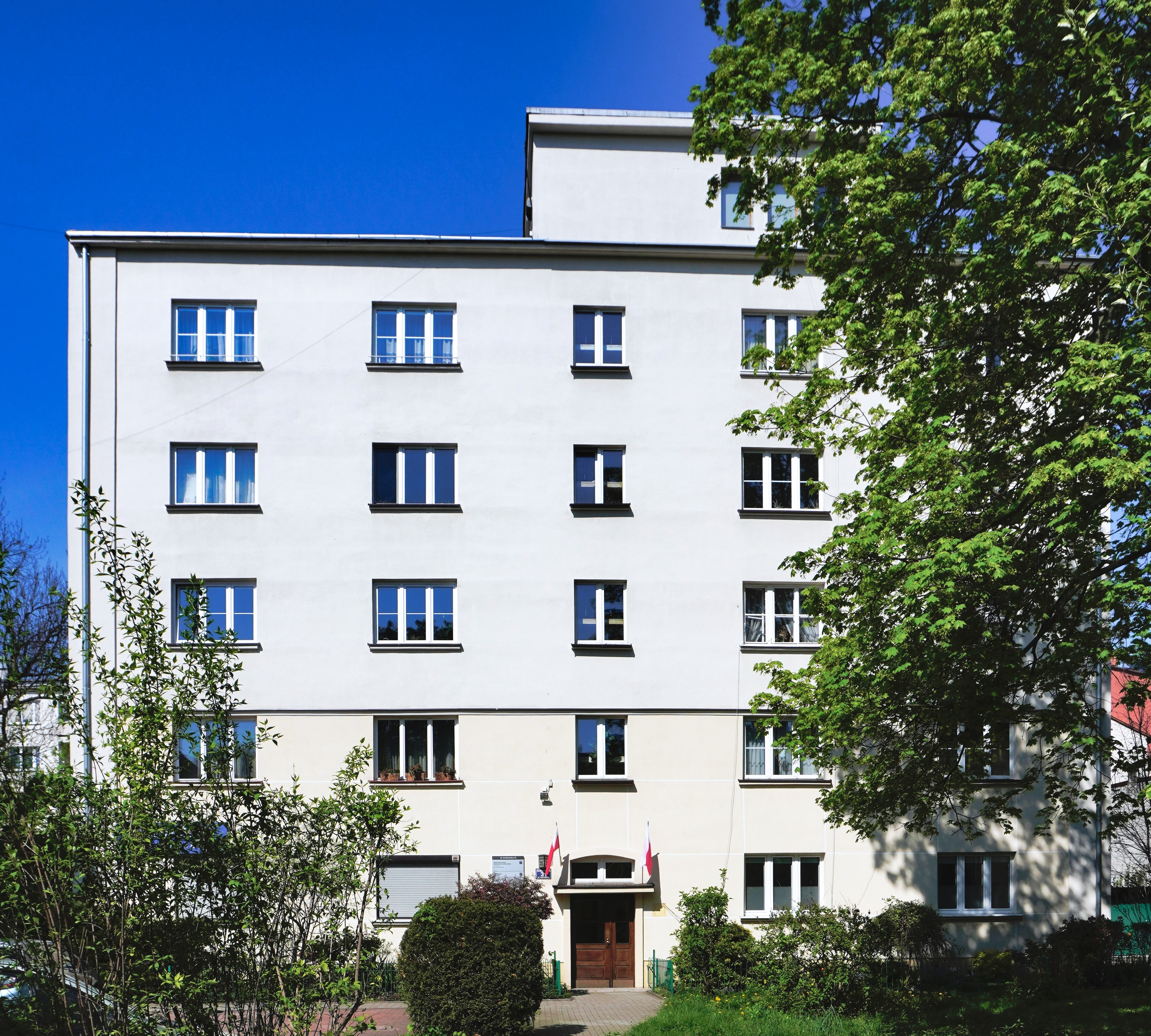
вул. Крулевська 31 Багатоквартирний будинок
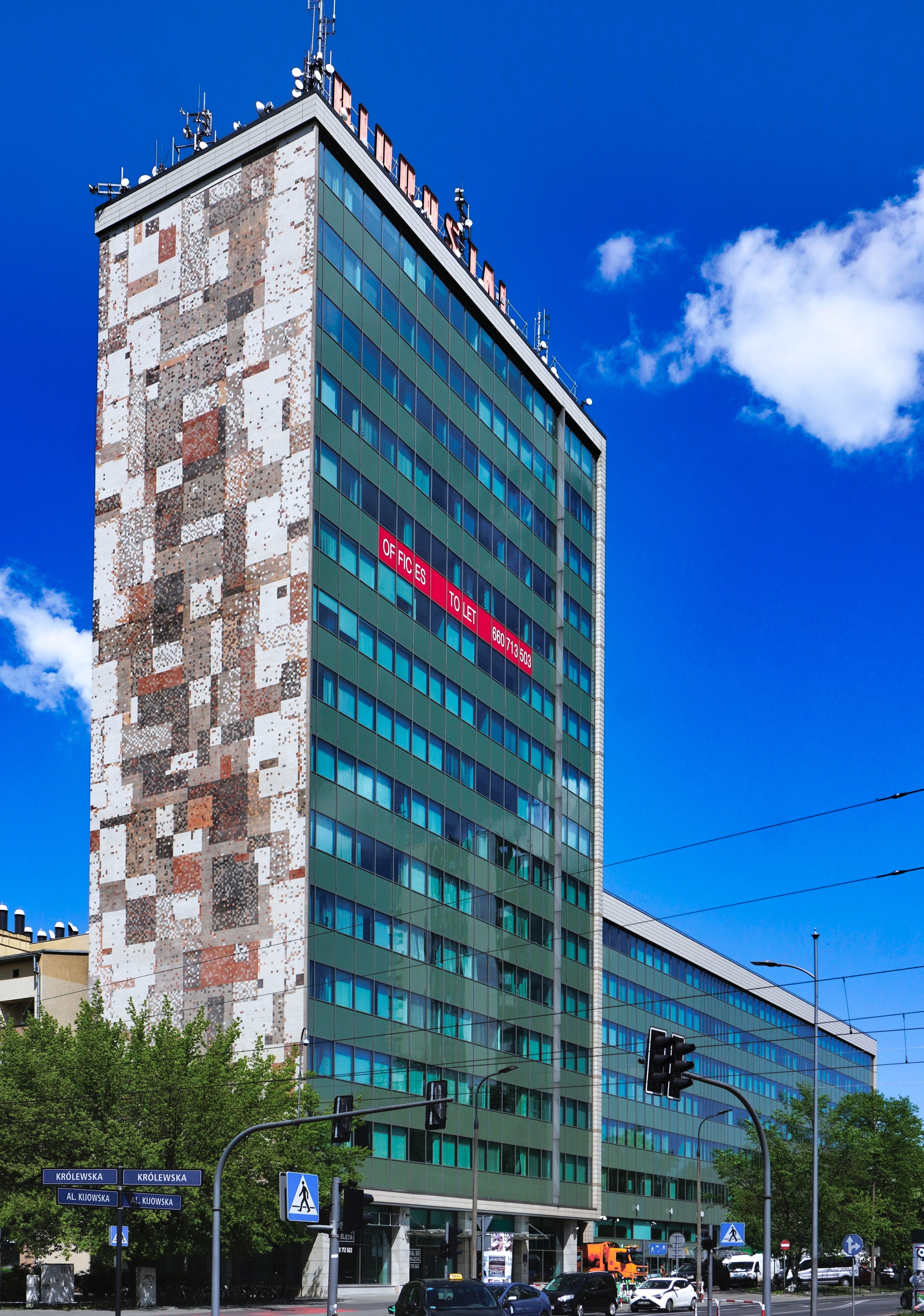
вул. Крулевська 57 Біпросталь